# Vitaliy Skakun
Vitaliy Volodimirovich Skakun (en ucraniano: Віталій Володимирович Скакун; Berezhany, 19 de agosto de 1996-Geníchesk, 24 de febrero de 2022) fue un infante de marina y héroe militar ucraniano que fue galardonado póstumamente con la Orden de la Estrella de Oro. Sacrificó su vida en la invasión rusa de Ucrania de 2022 mientras volaba un puente en Gueníchesk para frenar el avance de las tropas rusas durante la ofensiva de Jersón.

## Primeros años
Skakun nació el 19 de agosto de 1996 en Berezhany. Estudió en la escuela N.º 3 de Berezhany donde su madre era maestra. Skakun se graduó de la Escuela Vocacional Superior en Leópolis N.º 20 donde estudió para ser soldador. Skakun se graduó de la Politécnica de Leópolis.

## Acciones militares
Durante la invasión rusa de Ucrania, el batallón de Skakun fue desplegado para vigilar el puente de Gueníchesk sobre el río Dniéper con el fin de frenar el avance de las tropas rusas invasoras hacia el norte desde la península ocupada de Crimea. Cuando una columna acorazada rusa se acercó a Jersón, se determinó que la única forma de detener el avance sería destruir el puente. Skakun, un ingeniero de combate, se ofreció como voluntario para colocar las minas en el puente.
Después de colocar los explosivos, a Skakun le faltó tiempo para retirarse del puente y, tras comunicar sus intenciones a sus compañeros, detonó las minas, muriendo y destruyendo el puente. Sus acciones frenaron el avance del enemigo permitiendo a su batallón tiempo para reagruparse.

## Legado
El 26 de febrero de 2022, Skakun recibió póstumamente la Orden de la Estrella de Oro, la versión militar del título de Héroe de Ucrania, por parte del presidente ucraniano Volodímir Zelenski.
El 28 de febrero de 2022, el representante checo de uno de los distritos de la ciudad de Praga, Libor Bezděk, propuso cambiar el nombre de un puente en la calle Korunovační, que es la dirección de la embajada rusa, a puente Vitalij Skakun. La propuesta fue aceptada por el distrito y remitida al Ayuntamiento de Praga.
El 1 de marzo de 2022, por decisión del Ayuntamiento de Berezhany, se otorgó el título de «Ciudadano de Honor de Berezhany».